# Колпакова, Ирина Александровна
Ири́на Алекса́ндровна Колпако́ва (род. 22 мая 1933, Ленинград, СССР) — советская и российская артистка балета, балетмейстер, хореограф, педагог. Герой Социалистического Труда (1983), народная артистка СССР (1965), лауреат Государственной премии СССР (1980). Кавалер ордена Ленина (1983).

## Биография
Родилась 22 мая 1933 года (по другим источникам — 22 мая 1935 года), в Ленинграде.
Отец: Александр Герасимович Колпаков — математик, преподаватель ЛГУ; мать: Леонтина Карловна Перм — экономист.
Эвакуирована из блокадного Ленинграда (где погиб её отец).
В 1951 году окончила Ленинградское хореографическое училище (ныне Академия русского балета им. А. Я. Вагановой) по классу А. Я. Вагановой (этот выпуск стал последним для педагога).
В 1951—1989 годах — прима-балерина Ленинградского театра оперы и балета им. С. М. Кирова (ныне Мариинский театр), на сцене которого исполнила множество балетов, став признанной исполнительницей партий классического репертуара: Раймонды, Жизели и Сильфиды в одноимённых балетах, Сильфиды в «Шопениане» и, особенно, принцессы Авроры в «Спящей красавице».

Образ Авроры — одно из самых совершенных созданий балерины. Здесь счастливо соединились достоинства природные и воспитанные. Утончённость юного облика и светлый лиризм, инструментальность танца и тяга к обобщению — всё слилось, чтобы вызвать к жизни образ поразительной цельности. Виртуозная танцовщица, Колпакова уверенно поднялась на вершину академизма, утверждённого девятнадцатым веком и усовершенствованного техникой двадцатого. Основное же достижение балерины — в раскрытии музыкально-хореографического содержания балета. Её образный танец воплощает прекрасный и нежный, как юность, идеал, вечно живущий в сознании человека, его немеркнущее под натиском тёмных сил сияние, его конечное торжество и бессмертие. Партия Авроры в её исполнении движется по течению балета-симфонии, набирая художественную силу, становясь ведущей, последовательно развивающейся темой хореографической партитуры. — Марина Ильичёва. «Ирина Колпакова». «Солисты балета». Л.: Искусство, 1986

Венец её актёрских работ в классическом репертуаре — принцесса Аврора в «Спящей красавице», хрустальная статуэтка, сама нежность, изящество, чистота, благородство. Одним словом — Принцесса.— Нина Аловерт. «Ирине Колпаковой  — 75». «Русский базар». № 21 (631) (2008)

Уже в первые сезоны работы в театре определилась приверженность юной актрисы классическому танцу. С безупречным чувством стиля, изяществом, легкостью и чистотой танцует она такие сугубо классические партии, как принцесса Флорина и Повелительница дриад. Со временем эти черты творческой индивидуальности, помноженные на блестящее мастерство, снискали Колпаковой мировую известность в партиях Авроры и Раймонды.— С.М.Вольфсон. «Мастера балета», 1967 г.
Стала первой исполнительницей в балетах Ю. Н. Григоровича «Каменный цветок» (Катерина) и «Легенда о любви» (Ширин).
В 1971—1991 годах — педагог-репетитор Театра оперы и балета им. С. М. Кирова.
В 1982 году окончила Ленинградскую консерваторию им. Н. А. Римского-Корсакова по специальности балетмейстер-репетитор (дипломная работа — «Спящая красавица» П. И. Чайковского в Вильнюсском театре оперы и балета под руководством П. А. Гусева).
С 1995 года преподавала в Академии русского балета имени А. Я. Вагановой, профессор кафедры классического танца.
С середины 1990-х годов работает балетмейстером — репетитором Американского театра балета в Нью-Йорке (США), вместе с мужем, бывшим танцовщиком и партнёром, а ныне педагогом В. Г. Семёновым.
С 1986 года — член правления Союза театральных деятелей РСФСР.
Депутат Верховного совета СССР IX созыва (1974—1979).
В 1996 году балерине «за выдающийся вклад в развитие отечественного искусства» указом Президента РФ была установлена Президентская пенсия.
Проживает в Толстовском доме в Санкт-Петербурге, а также на Манхэттене (Нью-Йорке, США).

### Семья
Супруг — Владилен Григорьевич Семёнов (род. 1932), танцовщик, артист балета, народный артист СССР (1983).
Дочь Татьяна Семенова — дизайнер одежды, основатель Модного Дома.
Внук Никита — финансист.

## Творчество

### Балетные партии
- 1950 — Фея Флёр де Фарин, «Спящая красавица» П. И. Чайковского, хореография М. И. Петипа в редакции К. М. Сергеева
- 1951 — Два лебедя, «Лебединое озеро» П. И. Чайковского, хореография Л. И. Иванова и М. И. Петипа в редакции К. М. Сергеева
- 1951 — Гран-па, «Баядерка» Л. Минкуса, хореография М. И. Петипа в редакции В. И. Пономарёва
- 1952 — Фея Нежности, «Спящая красавица» П. И. Чайковского, хореография М. И. Петипа в редакции К. М. Сергеева
- 1952 — Повелительница дриад, «Дон Кихот» Л. Минкуса, хореография М. И. Петипа
- 1953 — Сверстница, «Ромео и Джульетта» С. С. Прокофьева, хореография Л. М. Лавровского
- 1953 — Сильфида, «Шопениана» на музыку Ф. Шопена, хореография М. М. Фокина
- 1953 — Принцесса Флорина, «Спящая красавица» П. И. Чайковского, хореография М. И. Петипа в редакции К. М. Сергеева
- 1954 — Маша, «Щелкунчик» П. И. Чайковского, хореография В. И. Вайнонена
- 1954 — Мария, «Бахчисарайский фонтан» Б. В. Асафьева, хореография Р. В. Захарова
- 1954 — Золушка, «Золушка» С. С. Прокофьева, хореография К. М. Сергеева
- 1956 — Принцесса Аврора, «Спящая красавица» П. И. Чайковского, хореография М. И. Петипа в редакции К. М. Сергеева
- 1957 — Па-де-труа I акта, «Лебединое озеро» П. И. Чайковского, хореография М. И. Петипа в редакции К. М. Сергеева
- 1957 — Менада, «Спартак» А. И. Хачатуряна, хореография Л. В. Якобсона
- 1957 — Катерина*, «Каменный цветок» С. С. Прокофьева, хореография Ю. Н. Григоровича
- 1958 — Панночка, «Тарас Бульба» В. В. Соловьёва-Седого, хореография Б. А. Фенстера
- 1958 — Тао Хоа, «Красный мак» Р. М. Глиэра, хореография А. Андреева
- 1958 — Снегурочка* и Мечта*, «Хореографические миниатюры», миниатюра «Снегурочка» на музыку С. С. Прокофьева, хореография Л. В. Якобсона
- 1959 — Его любимая, «Берег надежды» А. П. Петрова, хореография И. Д. Бельского
- 1959 — Жизель, «Жизель» А. Адана, хореография Ж. Коралли и Ж. Перро в редакции М. Петипа
- 1960 — Дездемона*, «Отелло» А. Д. Мачавариани, хореография В. М. Чабукиани
- 1960 — Подруга Раймонды, «Раймонда» А. К. Глазунова, хореография М. И. Петипа в редакции К. М. Сергеева
- 1960 — Нина*, «Маскарад» Л. А. Лапутина, хореография Б. А. Фенстера
- 1961 — Ширин*, «Легенда о любви» А. Д. Меликова, хореография Ю. Н. Григоровича
- 1962 — Джульетта, «Ромео и Джульетта» С. С. Прокофьева, хореография Л. М. Лавровского
- 1963 — Раймонда, «Раймонда» А. К. Глазунова, хореография М. И. Петипа в редакции К. М. Сергеева
- 1965 — Китри, «Дон Кихот» Л. Минкуса, хореография М. И. Петипа в редакции А. А. Горского
- 1965 — Никия, картина «Тени» из балета «Баядерка», хореография М. И. Петипа
- 1965 — Любовь*, «Человек» Б. Салманова, хореография В. Катаева
- 1966 — Солистка, «Сарабанда», миниатюра на музыку Первой Французской сюиты И. С. Баха, хореография Г. Д. Алексидзе
- 1968 — Девица-краса, «Страна чудес» И. И. Шварца, хореография Л. В. Якобсона
- 1969 — Ала*, «Скифская сюита», хореография Г. Д. Алексидзе на музыку одноимённой сюиты С. С. Прокофьева
- 1969 — Она, «Двое», хореографическая композиция на музыку А. Д. Меликова по мотивам стихотворения Р. И. Рождественского, хореография О. М. Виноградова
- 1969 — Юлия, «Ромео и Юлия» на музыку Г. Берлиоза, хореография И. А. Чернышёва
- 1969 — Солистка, хореографические миниатюры «Дивертисмент ре мажор В.-А. Моцарта» и «Концерт фа мажор Вивальди», хореография Г. Д. Алексидзе
- 1971 — Ева*, «Сотворение мира» А. П. Петрова, хореография Н. Д. Касаткиной и В. Ю. Василёва
- 1972 — Сюимбике, «Шурале» Ф. З. Яруллина, хореография Л. В. Якобсона
- 1972 — Принцесса Роза, «Зачарованный принц» Б. Бриттена
- 1974 — Солистка, «Безделушки» на музыку В.-А. Моцарта из «Одноактных балетов», хореография Г. Д. Алексидзе
- 1974 — Птица-мечта*, «Икар» С. М. Слонимского, хореография И. Д. Бельского
- 1975 — Вальс из оперы М. И. Глинки «Иван Сусанин», хореография С. Г. Кореня
- 1976 — Инфанта*, «Инфанта» на музыку С. Кошолкина из концертной программы «Маленькие балеты», хореография Л. Д. Лебедева
- 1977 — Неле*, «Тиль Уленшпигель» Е. А. Глебова, хореография В. Н. Елизарова
- 1977 — «Посвящение», хореографическая миниатюра из балета «Хореографические новеллы» на музыку П. И. Чайковского, хореография Д. А. Брянцева — Солистка (первая исполнительница)
- 1978 — Карлотта Гризи, «„Па-де-катр“», одноактный балет на музыку Ц. Пуни, хореография А. Долина
- 1979 — Фарфалла, па-де-де из балета Ж. Оффенбаха «Бабочка», хореография П. Лакотта
- 1979 — Наталья Николаевна*, «Пушкин» А. П. Петрова, хореография Н. Д. Касаткиной и В. Ю. Василёва
- 1980 — Фея*, «Фея Рондских гор» на музыку Э. Грига, хореография О. М. Виноградова
- 1980 — Лезгинка из оперы М. И. Глинки «Руслан и Людмила», хореография М. М. Фокина
- 1981 — Сильфида, «Сильфида» Г. С.фон Левенскольда, хореография А. Бурнонвиля в редакции Э. М. фон Розен

(*) — первая исполнительница партии
(**) — первая исполнительница на данной сцене

### Постановки
- 1987 — «Жизель» А. Адана, редакция М. И. Петипа
- 1988 — «Шопениана» на музыку Ф. Шопена, хореография М. М. Фокина
- 1988 — картина «Тени» из балета «Баядерка» и гран-па из балета «Пахита», хореография М. И. Петипа
- 1988 — «Пахита» Э. Дельдеве и Л. Минкуса
- 1989 — «Сильфида» А. Бурнонвиля (София, Болгария).
- 1990 — «Спящая красавица», хореография М. И. Петипа (Минский театр оперы и балета)
- 1997 — «Шопениана» на музыку Ф. Шопена («Гранд-опера», Париж).

### Фильмография

#### Видеозаписи балетных спектаклей
- 1964 — «Па-де-катр» на музыку Ц. Пуни, хореография А. Долина — Карлотта Гризи, другие исполнители: Н. Груздева-Санина, О. Моисеева (Ф. Черрито), Т. Удаленкова
- 1980 — «Раймонда» А. К. Глазунова, спектакль ЛГАТОБ им. С. М. Кирова — Раймонда (дирижёр В. Широков, Жан де Бриен — С. Бережной, Абдерахман — Г. Селюцкий)
- 1982 — «Спящая красавица» П. И. Чайковского, спектакль ЛГАТОБ им. С. М. Кирова — Принцесса Аврора (дирижёр В. Федотов, принц Дезире — С. Бережной, Фея Сирени — Л. Кунакова)
- 1982 — «Па-де-катр» на музыку Ц. Пуни, хореография А. Долина — Карлотта Гризи (Мария Тальони — Г. Мезенцева, Люсиль Гран — Г. Комлева, Фанни Черрито — Е. Евтеева).

#### Фильмы-балеты и фильмы-концерты
пр-во студии «Лентелефильм»
- 1961 — «Хореографические миниатюры» — Вечная весна
- 1971 — «Барышня и хулиган» Д. Д. Шостаковича — Барышня
- 1974 — «Блестящий дивертисмент» на музыку М. И. Глинки
- 1976 — «Танцует Ирина Колпакова»
- 1981 — «Души моей царицы», режиссёр А. А. Белинский — фрагменты партий: Параша, «Медный всадник» Р. Глиэра, хореография Р. Захарова; Черкешенка, «Кавказский пленник» Б. Асафьева, хореография Л. Лавровского; Мария, «Бахчисарайский фонтан» Б. Асафьева, хореография Р. Захарова; а также Авдотьи Истоминой в роли Флоры
- 1984 — «Сильфида» — Сильфида («Лентелефильм», дирижёр Р. Лютер, оркестр и балет ЛГАТОБ им. С. М. Кирова, Джеймс — С. Бережной)
- 1985 — «Дом у дороги» на музыку В. А. Гаврилина, режиссёр А. А. Белинский (по поэме А. Т. Твардовского, хореограф и партнёр — В. В. Васильев)

#### Документальное кино
- 1969 — «Волшебство» («Лентелефильм»)
- 1978 — «Ирина Колпакова» («Лентелефильм»)
- 1986 — «Аргиппина Ваганова»
- 2013 — «Жизнь во времени. Ирина Колпакова» (к 80-летию балерины, пр-во России)

## Награды и звания
- 1951 — III международный фестиваль молодёжи и студентов (Берлин, I премия, совместно с Б. И. Хохловым)
- 1957 — Заслуженная артистка РСФСР
- 1960 — Народная артистка РСФСР — за заслуги в области советского искусства[5]
- 1965 — Народная артистка СССР — за большие заслуги в развитии советского хореографического искусства[6]
- 1965 — Премия «Золотая Звезда» III Международного фестиваля танца (Париж)
- 1967 — Орден Трудового Красного Знамени — за заслуги в развитии советского искусства, активное участие в коммунистическом воспитании трудящихся и многолетнюю плодотворную работу в учреждениях культуры[7]
- 1971 — Орден Трудового Красного Знамени — за большие успехи, достигнутые в выполнении заданий пятилетнего плана[8]
- 1980 — Государственная премия СССР 1980 года в области литературы, искусства и архитектуры — за исполнение партий классического и современного репертуара в балетных спектаклях последних лет в Ленинградском государственном академическом театре оперы и балета имени С. М. Кирова[9]
- 1982 — Премия имени А. А. Павловой (Париж)
- 1983 — Герой Социалистического Труда (с вручением ордена Ленина) — за выдающиеся заслуги в развитии советского хореографического искусства и в связи с 200-летием Ленинградского государственного академического театра оперы и балета имени С. М. Кирова[10]
- Медали и другие награды[источник не указан 740 дней]